# Burlöv
La commune de Burlöv est une commune suédoise du comté de Skåne. 17 211 personnes y vivent. Son siège se situe à Arlöv. La majeure partie de la commune se trouve dans la banlieue de Malmö.

## Localités
- Åkarp
- Arlöv (banlieue de Malmö)
- Burlövs egnahem
- Sunnanå